# Admiralty Board
L’Admiralty Board (Conseil de l'amirauté) est un organe administratif (conseil d'administration) de la Royal Navy établi à partir du Conseil de la Défense (Defence Council). Il se réunit deux fois par an.
Le conseil est présidé par le secrétaire d'État à la Défense (Secretary of State for Defence).

## Historique
L'Admiralty Board fut créé avec l'abolition du Board of Admiralty et l'intégration des trois services ministériels dans le ministère de la Défense.

## Membres
Les membres actuels de l'Admiralty Board sont :

### Civils
- Secrétaire d'État à la Défense (Secretary of State for Defence) (président)
- Ministre d'État pour les forces armées (en) (Minister of State for the Armed Forces)
- Sous-secrétaire d'État parlementaire de l'approvisionnement de la Défense (Parliamentary Under-Secretary of State for Defence Procurement)
- Sous-secrétaire d'État parlementaire à la Défense et aux anciens combattants (Parliamentary Under-Secretary of State for Defence and Veterans Affairs )
- Second sous-secrétaire d'État permanent à la Défense et secrétaire de l'Admiralty Board (Second Permanent Under-Secretary of State for Defence and Secretary of the Admiralty Board)

### Royal Navy
- First Sea Lord et chef d'État-Major de la Navy (Chief of the Naval Staff)
- Adjoint au chef d'État-Major de la Royal Navy (Assistant Chief of the Naval Staff)
- Fleet Commander (en) (Commandant de la flotte)
- Second Sea Lord et commandant en chef du commandement métropolitain de la Royal Navy (Commander-in-Chief Naval Home Command)
- Membre de la marine pour la logistique (Naval Member for Logistics)
- Directeur de la Navy (Controller of the Navy)